# Guillaume Weill-Raynal
Pour les articles homonymes, voir Weill-Raynal, Weill et Raynal.
Cet article possède un paronyme, voir Guillaume-Thomas Raynal.
Guillaume Weill-Raynal, né en 1959, est un avocat et essayiste français. Après l'année 2000, il critique le traitement par les intellectuels, historiens, et instances françaises qui prétendent représenter la communauté juive française au sujet des rapports Palestine-Israël, ainsi que la question de l'islamophobie en France. Il dénonce la désinformation qui, selon lui, résulte d'une instrumentalisation « fantasmatique » de la lutte antiraciste et antisémite.

## Famille
Guillaume Weill-Raynal est le petit-fils de l'homme politique Étienne Weill-Raynal (1887-1982) et l'arrière-arrière-petit-neveu du ministre et député de la Gironde David Raynal (1840-1903) et de l'homme d’État  Léon Gambetta (1838-1882).
Il est frère jumeau de Clément Weill-Raynal, journaliste et essayiste, avec qui il est en profonde divergence. Il est le petit frère d'Aude Weill-Raynal, avocate (vice présidente de l'association pro-israélienne Avocats sans frontières).

## Biographie
Guillaume Weill-Raynal exerce le métier d'avocat au barreau de Paris de 1985 à 2007. Selon Le Monde, il doit abandonner le barreau en 2007, faute de clients.
Il fait partie de ceux qui après la Seconde intifada, à partir des années 2000 critiquent le traitement par les intellectuels et historiens français qui prétendent représenter la communauté juive française au sujet des rapports Palestine-Israël, ainsi que la question de l'islamophobie en France.
Il est l'auteur de deux essais ;  dans Une haine imaginaire : contre-enquête sur le nouvel antisémitisme (2005), il critique le contenu et la méthode des thèses de Pierre-André Taguieff sur la « nouvelle judéophobie », qui selon lui, constituent une manipulation de l'information, dans Les Nouveaux Désinformateurs, il s'intéresse au problème de la désinformation, à travers notamment l'affaire Mohammed al-Durah, le cas Thierry Meyssan et les thèses conspirationnistes. 
Il affirme qu'« il y a un véritable climat de maccarthysme autour de la critique d’Israël. » À cet égard, il prend la défense de Stéphane Hessel dans la polémique publique qui se forme après les vives attaques de Pierre-André Taguieff. Et publie Israël-Palestine : l'impossible débat, recueil d'articles parus entre 2007 et 2012.
Guillaume Weill-Raynal est proche de Charles Enderlin et de l'avocate Orly Rezlan qui défend Jamal, le père de Mohammed al-Durah,. Il a ainsi aidé l'avocate à « monter son dossier » contre son frère Clément Weill-Raynal dans le cadre de cette affaire au cours de laquelle ce dernier est mis en examen pour diffamation et complicité de diffamation,,.
Il est également l'auteur, avec Gilles Bressand, d'un roman policier politico-économique, Suite 2806, inspiré de l'affaire Dominique Strauss-Kahn, paru en mai 2012 aux éditions La Tengo.

## Publications
- Une haine imaginaire : contre-enquête sur le nouvel antisémitisme, Paris, Armand Colin, 2005 (ISBN 2-200-26912-9, présentation en ligne).
- Les Nouveaux Désinformateurs, Paris, Armand Colin, 2007 (ISBN 978-2-200-35095-6, présentation en ligne).
- Israël-Palestine : l'impossible débat, Paris, Éditions du Cygne, 2012 (ISBN 978-2-84924-270-4, OCLC 1244371868).
- Avec Gilles Bressand, Suite 2806, Paris, La Tengo, 2012 (ISBN 978-2-35461-026-5, présentation en ligne).
- Pour en finir avec l'affaire Al Dura, Paris, Éditions du Cygne, 2013 (ISBN 2849243353)[13].